# Волокитинская фарфоровая мануфактура
Волокитинская фарфоровая мануфактура — прекратившее существование промышленное предприятие в селе Волокитино Черниговской губернии Российской империи.

## История

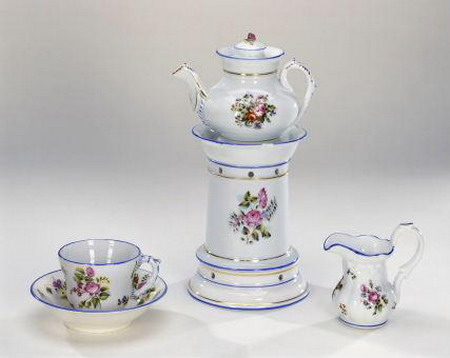
Чайный сервиз мануфактуры Миклашевского

Предприятие было основано в 1839 году помещиком А. М. Миклашевским в своем имении.
Мануфактура изготавливала фарфоровую посуду и иные фарфоровые изделия (фарфоровые рамки для зеркал, подсвечники, малые скульптурные формы), работниками предприятия являлись крепостные крестьяне.
Уже первые образцы продукции были отмечены большой серебряной медалью на Промышленной выставке 1839 года в Санкт-Петербурге. На выставке 1851 года в местечке Кролевец были представлены образцы полихромной живописи на фарфоре.
В 1857 году в селе Волокитино была построена Покровская церковь, для украшения интерьера которой мануфактура изготовила фарфоровые изделия (фарфоровые иконостас, люстры, подсвечники, дарохранительницы, паникадило и др.).
После отмены крепостного права в 1861 году предприятие остановило производство.

## Галерея

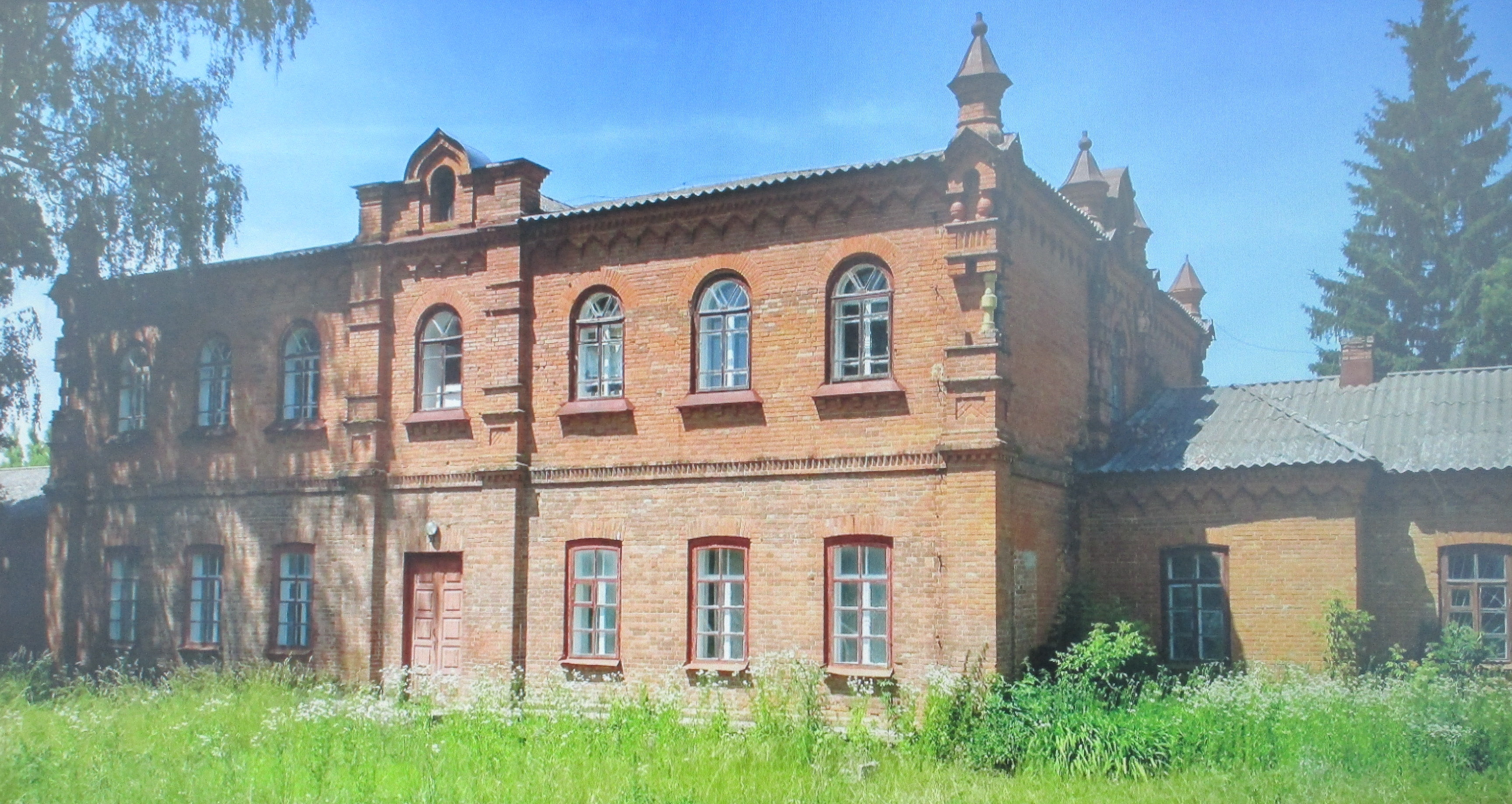
Здание фарфоровой мануфактуры Миклашевского, с. Волокитино.
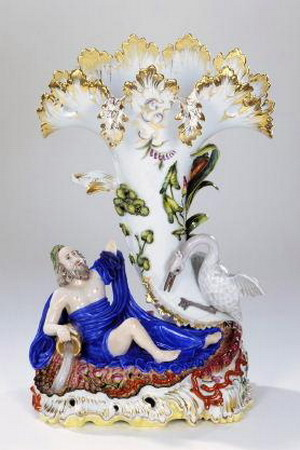
Изделия мануфактуры Миклашевского: Ваза с аллегорией речного бога.
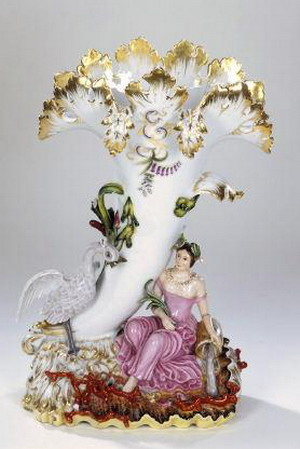
Изделия мануфактуры Миклашевского: с богиней Цицерой.
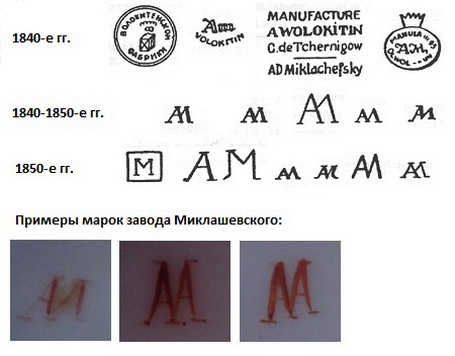
Марки волокитинской фарфоровой мануфактуры.
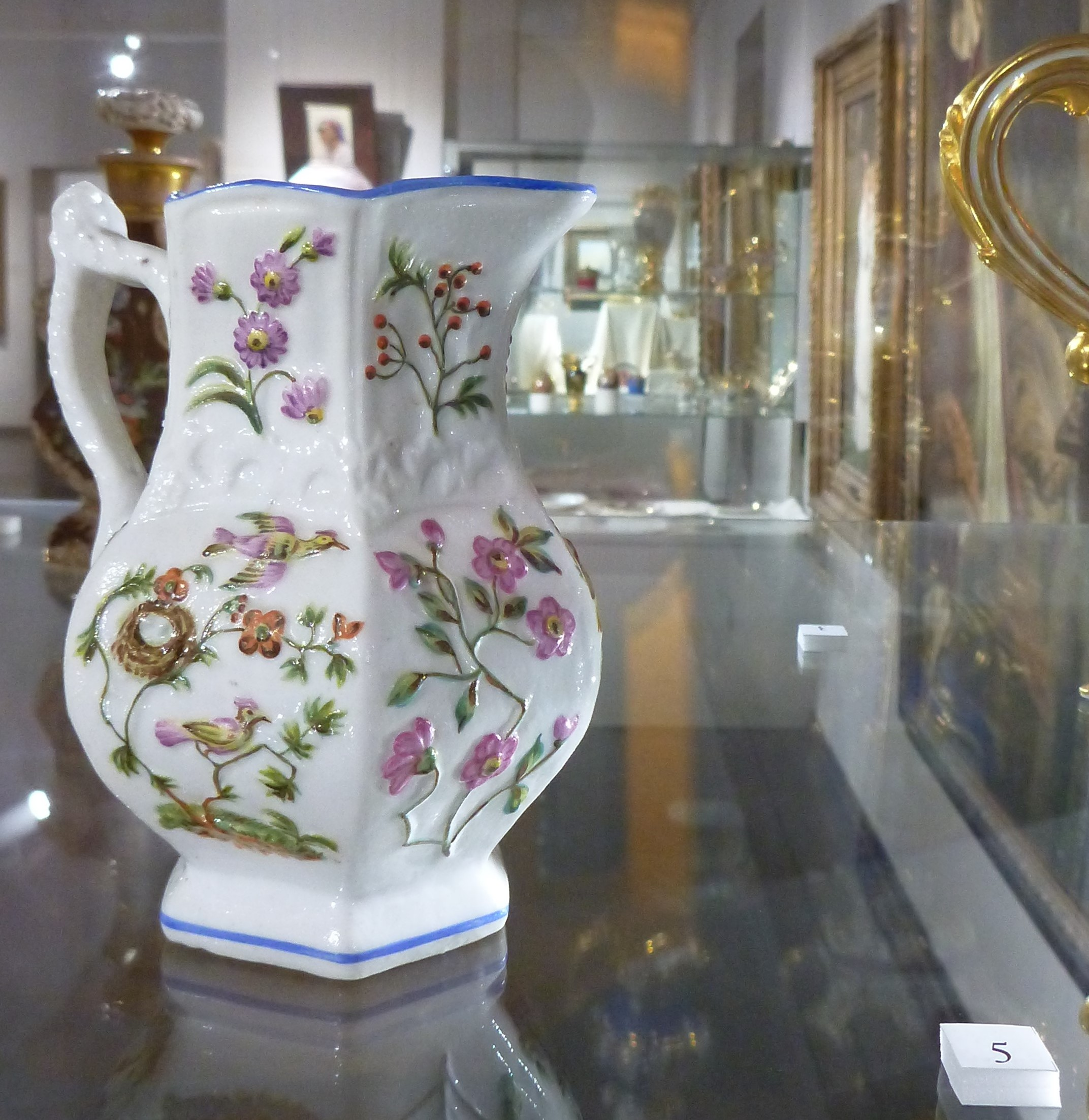
Молочник